# Samuel Taylor
Pour les articles homonymes, voir Samuel Taylor (homonymie) et Taylor.
Samuel Taylor, né en 1748 et mort en 1811, est l'auteur britannique d'une méthode de sténographie.

## Biographie
Samuel Taylor commence l'élaboration de sa propre méthode de sténographie en 1773, en se basant sur des travaux antérieurs. En 1786, il publie An essay intended to establish à standard for an universal system of Stenography, or Short-hand writing qui le rendra très populaire. Il est traduit et publié en français par Théodore-Pierre Bertin dès 1792 sous le titre Système universel et complet de Stenographie ou Manière abrégée d'écrire applicable à tous les idiomes.

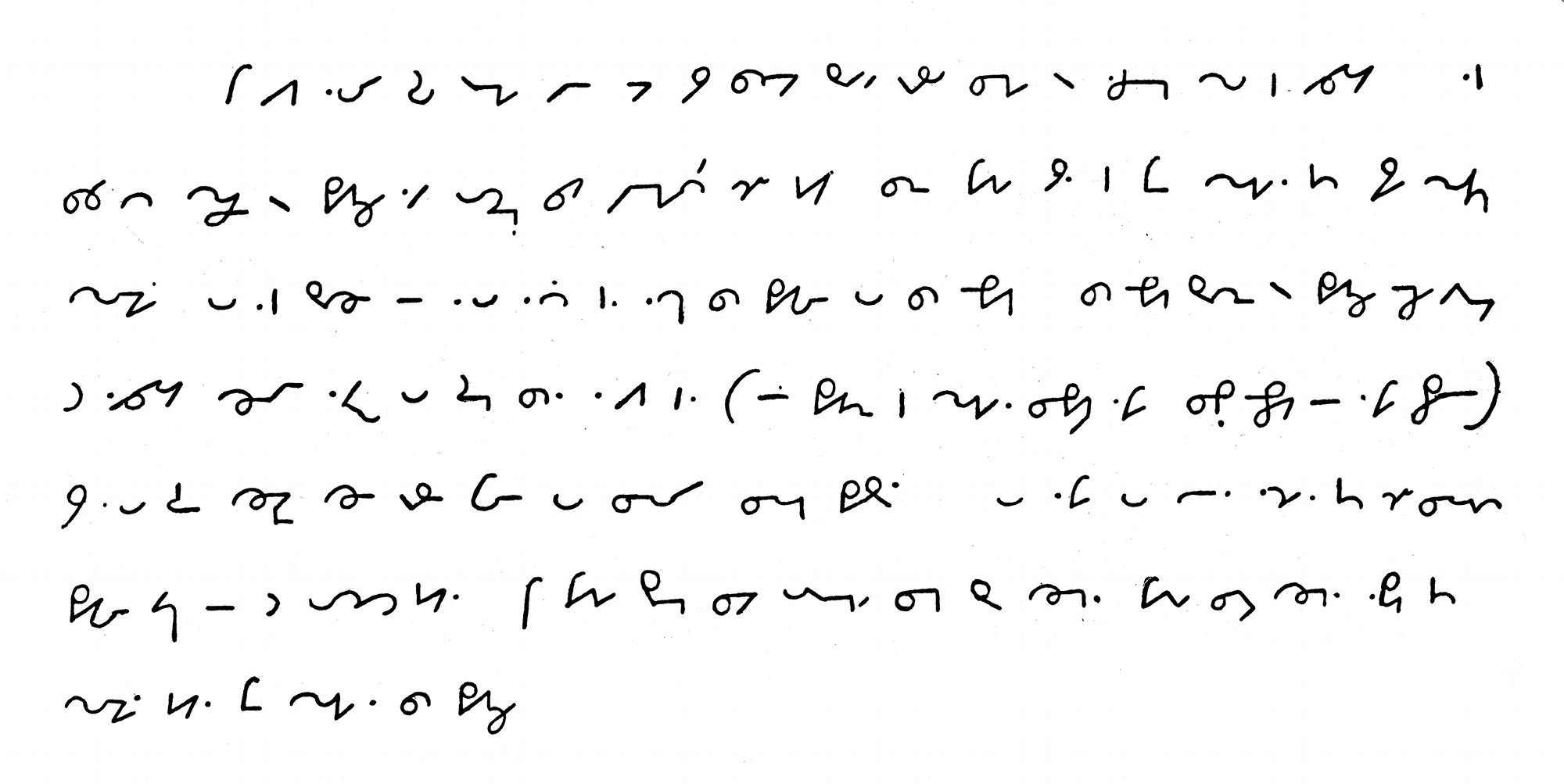
Planche XI du livre de sténographie de Samuel Taylor, 1786

Sa méthode de sténographie consiste à supprimer les consonnes superflues, et les voyelles dans les mots à plusieurs syllabes. Il utilise pour cela un alphabet composé de 19 lettres (des grandes lignes géométriques droites, bombées et mixtes).
Il enseigne la sténographie à Oxford ainsi que dans les universités d'Écosse et d'Irlande durant de nombreuses années.
Il publia aussi, en 1800, un livre sur la pêche à la ligne, intitulé Angling in All Its Branches.